# Ningchengopterus
Ningchengopterus liuae
Genre
Espèce
Ningchengopterus est un genre fossile de
ptérodactyloïdes. Ce ptérosaure ou « reptile ailé » n'est connu que par un seul spécimen, extrêmement jeune, décrit par son inventeur comme un « bébé ptérosaure ». Il a été découvert dans le Crétacé inférieur du nord-est de la Chine.
Il provient de la formation géologique d'Yixian dans un niveau d'âge Aptien du xian de Ningcheng dans la région autonome de Mongolie-Intérieure en Chine. Il appartient au biote de Jehol.
Une seule espèce est rattachée au genre : Ningchengopterus liuae, décrite en 2009 par le célèbre paléontologue chinois Lü Junchang.

## Étymologie
Le nom de genre Ningchengopterus est composé du nom de la région administrative de Ningcheng où a été découvert le fossile, et du mot du grec latinisé pteron, « aile ». Le nom d'espèce Liu Jingyi rend hommage à Mme Liu Jingyi qui a découvert le fossile et en a fait don à la Science.

## Découverte
L'holotype et seul spécimen, répertorié CYGB-0035, est le squelette articulé presque complet d'un nouveau-né, compressé en empreinte et contre-empreinte, qui montre également des traces de parties molles telles que les membranes des ailes et de longs poils appelés pycnofibres. À sa découverte en 2009, il s'agissait du plus petit ptérosaure denté trouvé en Chine.

## Description
Sa longueur totale peut être estimée à une dizaine de centimètres pour une envergure d'environ 20 cm. La longueur de son crâne n'est que de 3,8 centimètres.
Ningchengopterus possède 50 dents : douze dans chaque mâchoire supérieure et treize de chaque côté de sa mandibule. Ses dents sont courbées, coniques et pointues. Son museau est allongé et effilé. Sa mandibule porte une crête (quille) naissante.

## Classification
Ningchengopterus n'a pas pu être classé plus précisément que dans le grand sous-ordre des Pterodactyloidea. Cependant le rapport de longueurs entre les phalanges I et II de ses ailes se retrouve chez les cténochasmatidés, et en particulier chez le genre Eosipterus qui a été découvert dans la même formation géologique. Cette synapomorphie potentielle, qui dépend d'une croissance isométrique (conservant les rapports de longueurs), étant la seule identifiée, elle n'a pas été suffisante pour le placer dans cette famille.

## Paléobiologie
La morphologie de ses dents suggère que Ningchengopterus était piscivore. Sa membrane de vol entièrement formée a été considérée comme la confirmation d'une hypothèse de Mark Unwin selon laquelle les ptérosaures faisaient preuve de peu de soins parentaux ; leurs nouveau-nés devaient ainsi pouvoir voler peu de temps après leur éclosion.